# Sergio Adrián Gallia
Sergio Adrián Gallia (Arata, 22 de diciembre de 1960) es un abogado y político argentino que se desempeñó como senador nacional por la provincia del Neuquén entre 2001 y 2007. También fue intendente de Plottier por tres mandatos (1995-1999, 1999-2001 y 2007-2011) y legislador provincial entre 2011 y 2019.

## Biografía
Nació en 1960 en Arata (departamento Trenel, provincia de La Pampa). Se recibió de abogado en la Universidad Nacional del Comahue, radicándose en Plottier (provincia del Neuquén), donde ejerció el derecho así como la docencia en dos escuelas de nivel secundario.
En política, inicialmente adhirió al Partido Justicialista (PJ) y entre 1991 y 1995 fue secretario parlamentario del bloque justicialista en la Legislatura de la Provincia del Neuquén. En el ámbito partidario, desde 1990 fue apoderado del PJ, congresal nacional desde 1993, congresal provincial y consejero nacional desde 1998 y presidente del consejo provincial de PJ de Neuquén desde 2000. En 1994, fue candidato a convencional constituyente nacional en la lista justicialista.
En 1995 fue elegido por primera vez intendente de Plottier, siendo reelegido en 1999. Renunció al cargo en octubre de 2001, luego de que en las elecciones legislativas de 2001 fuera elegido senador nacional por la provincia del Neuquén, con mandato hasta 2007. Fue vocal en las comisiones de Seguridad Interior y Narcotráfico; de Minería, Energía y Combustibles; de Sistemas, Medios y Comunicación y Libertad de Expresión; de Acuerdos; y de Turismo; además de integrar el jurado de enjuiciamiento de magistrados.
Previo a las elecciones provinciales de 2003, se enfrentó al exsenador Daniel Baum, ganando las internas del PJ a la gobernación neuquina. Sin embargo, pocos meses después renunció a la candidatura, postulándose en su lugar el legislador provincial Aldo Duzdevich.
Tras su paso por el Senado, volvió a ser elegido intendente de Plottier en 2007 y en 2011 fue elegido a la legislatura provincial por el Partido Nuevo Neuquén, una fuerza provincial que apoyó la reelección del gobernador Jorge Sapag por fuera del Movimiento Popular Neuquino. Fue reelegido legislador en 2015 y renunció a su banca en marzo de 2019, luego de ser designado en el Consejo de la Magistratura del Neuquén por un periodo de cuatro años.